# Archaeoprepona demophoon
Espèce

## Dénomination
Archaeoprepona demophoon a été décrit par Jacob Hübner en 1814 sous le nom de Potamis demophoon.
Synonyme  :Prepona demophoon.

### Sous-espèces
- Archaeoprepona demophoon demophoon; présent au Paraguay et au Brésil.
- Archaeoprepona demophoon andicola (Fruhstorfer, 1904); présent en Colombie, en Équateur, en Bolivie et au Brésil.
- Archaeoprepona demophoon antimache (Hübner, [1819]); présent en Amérique Centrale, au Paraguay, au Brésil.
- Archaeoprepona demophoon crassina (Fruhstorfer, 1904); présent à Cuba.
- Archaeoprepona demophoon gulina (Fruhstorfer, 1904); présent au Honduras.
- Archaeoprepona demophoon insulicola (Fruhstorfer, 1897); présent en République dominicaine et à Porto Rico.
- Archaeoprepona demophoon mexicana Llorente, Descimon & Johnson, 1993; présent au Mexique[1].

### Noms vernaculaires
Archaeoprepona demophoon se nomme Hübner's Shoemaker ou Two-spotted Prepona en anglais,.

## Description
Archaeoprepona demophoon est un grand papillon d'une envergure d'environ 98 mm, aux ailes antérieures à bord costal bossu, bord externe concave et aux ailes postérieures à bord externe ondulé.
Le dessus est marron à noir suivant les sous-espèces avec une bande bleu barrant les ailes antérieures et les ailes postérieures.
Le revers est gris clair nacré marbré de blanc nacré nacré.

## Biologie

### Plantes hôtes
Les plantes hôtes de sa chenille sont des Nectandra, des Ocotea et Persea americana.

## Écologie et distribution
Archaeoprepona demophon est présent à Cuba, en République dominicaine, à Porto Rico, au Mexique, au Honduras, au Costa Rica, en Colombie, en Équateur, en Bolivie, au Paraguay et au Brésil.

### Biotope
Il réside en forêt tropicale et subtropicale à des altitudes comprise entre le niveau de la mer et 1500 mètres.

### Protection
Pas de statut de protection particulier.